# ActOut
#ActOut (von englisch to act out „vorführen, durchspielen“, sowie to act „schauspielern“ und out „heraus“ wie in Coming-out; mit Hashtag #) ist der Name einer gesellschaftspolitischen Initiative und ihres Manifests, das mehr Akzeptanz und Anerkennung von LGBT-Personen sowohl in der Gesellschaft wie innerhalb der deutschsprachigen Film-, Fernseh- und Theaterbranche fordert. Es wurde am 5. Februar 2021 veröffentlicht als gemeinsames Coming-out der 185 „Schauspieler*innen“ als lesbisch, schwul, bisexuell, transgender, queer, intergeschlechtlich oder nichtbinär. Initiiert wurde #ActOut durch Karin Hanczewski, Eva Meckbach, Godehard Giese und Mehmet Ateşçi.

## Inhalt des Manifests
Das Manifest wurde am 5. Februar 2021 im Magazin der Süddeutschen Zeitung veröffentlicht, begleitet von ausführlichen Interviews auf insgesamt 14 Seiten. Für viele der Beteiligten bedeutete die Aktion ein Coming-out in Form eines Selbstbekenntnisses zur eigenen privaten Lebensweise. Zeitgleich wurde der Text auf einer eigenen Website veröffentlicht. Schnell wurde die Initiative in sozialen Medien verbreitet, der Text war bald in 16 Sprachen abrufbar.
Das Manifest #ActOut beginnt mit einer Selbstdarstellung:

„Wir sind hier und wir sind viele!

Wir sind Schauspieler*innen und identifizieren uns unter anderem als lesbisch, schwul, bi, trans*, queer, inter und non-binär.“

Die Unterzeichnenden möchten einen Denkanstoß auslösen und wenden sich gezielt an „Agent*innen, Caster*innen, Kolleg*innen, Produzent*innen, Redakteur*innen, Regisseur*innen“ (mit typografischem Gendersternchen). Auslöser sind negative Erfahrungen, die viele schauspielerisch Tätige während ihrer Karriere machen mussten, wenn es um ihre eigene sexuelle Identität beziehungsweise Orientierung oder um ihre Geschlechtsidentität beziehungsweise ihr Gender geht. So schilderte beispielsweise Karin Hanczewski im Interview mit dem SZ-Magazin, dass sie vor einem Coming-out in Hinsicht auf die Besetzung weiterer Rollenangebote gewarnt worden sei, nachdem sie für die Krimireihe Tatort besetzt wurde. Entsprechend hebt das Manifest hervor:

„Wir sind Schauspieler*innen. Wir müssen nicht sein, was wir spielen. Wir spielen, als wären wir es – das ist unser Beruf.“

Die Unterzeichnenden geben an, dass sie selbst im Berufsleben nicht offen mit ihrem Privatleben umgehen konnten, ohne dadurch berufliche Nachteile befürchten zu müssen. Es gehe ihnen vor allem darum, mehr Sichtbarkeit und Verständnis für Diversität zu schaffen und auch innerhalb von Filmen und Serien im Sinne sozialer Inklusion mehr „Facetten“ zu zeigen: „Unsere Gesellschaft ist längst bereit. Die Zuschauer*innen sind bereit. Unsere Branche soll für ein Miteinander stehen und in ihrer Vielfältigkeit die Gesellschaft abbilden.“
Das Manifest endet mit den Worten:

„Wir freuen uns auf all die neuen Geschichten, die wir gemeinsam darstellen und erzählen können.

Die Welt verändert sich, wir tragen alle dazu bei!“

Mitinitiatorin Eva Meckbach erklärte am Tag der Veröffentlichung: „Als […] in den 90er-Jahren der Film Aimée & Jaguar herauskam, bin ich mit dem Zug nach Ulm ins Kino gefahren und habe das mit meiner ganzen Seele aufgesogen. Diese Geschichten erzählt zu bekommen, aber auch Vorbilder zu haben wie Maren Kroymann, Ulrike Folkerts oder Hape Kerkeling – das war unglaublich wichtig, damit man selber spürt: Wer darf ich sein in dieser Welt? Wer kann ich sein in dieser Welt? Das werden viele Menschen nachvollziehen können, dass man Vorbilder braucht, an denen man wachsen kann. Deswegen waren wir davon überzeugt, dass diese Sichtbarkeit ganz wichtig ist, um dieses Statement zu setzen.“

## Erstunterzeichnende
185 schauspielerisch tätige Personen aus dem deutschsprachigen Film-, Fernseh- und Theaterbereich haben den Text des Manifests erstunterschrieben; einige haben ihre Personalpronomen angegeben, auch das englische they (geschlechtsneutral, nichtbinär) oder, dass sie eine Ansprache ohne Pronomen wünschen:
1. Merve Aksoy
2. Mazen Aljubbeh
3. Erwin Aljukic
4. Torben Appel
5. Giovanni Arvaneh
6. Mehmet Ateşçi (er/ihm)
7. Silja Bächli
8. Emma Bading
9. Fabian Baecker
10. Philipp Basener
11. Matthias Beier
12. Andreas Berg
13. Knut Berger (er/ihm)
14. Jonathan Berlin (er/ihm)
15. Mareike Beykirch
16. Silvia Bieler
17. Dominik Bliefert (er/ihm)
18. Ruth Bohsung
19. Christian Bojidar
20. Oska Melina Borcherding (kein Pronomen; er/ihm)
21. Niels Bormann (er/ihm)
22. Daniel Breitfelder
23. Oliver Broumis
24. Martin Bruchmann
25. Katja Bürkle
26. Matthias Buss
27. Bruno Cathomas
28. Billa Christe
29. Benny Claessens
30. Franziskus Claus
31. Lana Cooper
32. Sergej Czepurnyi
33. Armin Dallapiccola (kein Pronomen)
34. Steve Devonas
35. Patrick Diemling
36. Luka Dimic
37. Aviran Edri
38. Thea David Ehrensperger
39. Nico Ehrenteit
40. Christoph Eichhorn
41. Jules Elting (kein Pronomen)
42. Wolfgang Engel
43. Christian Erdt
44. Luc Feit
45. Julius Feldmeier (er/ihm)
46. Daniel Noël Fleischmann
47. Ulrike Folkerts
48. Matthias Freihof
49. Monika Freinberger
50. Lisa Charlotte Friederich
51. Emilia de Fries
52. Maximilian Gehrlinger
53. Peter Geisberg
54. Lamin Leroy Gibba (er/ihm)
55. Godehard Giese (er/ihm)
56. Max Gindorff
57. Vincent Glander
58. Richard Gonlag
59. Julia Gräfner
60. Julian Greis
61. Jörn Grosse
62. Roberto Guerra
63. Eva Medusa Gühne
64. Patrick Güldenberg (er/ihm)
65. Max Haase
66. Lina Habicht
67. Karin Hanczewski (sie/ihr)
68. Bineta Hansen
69. Thomas Hauser
70. Max Hegewald
71. Luise Helm
72. Hauke Heumann
73. Benjamin Hille
74. Lorenz Hochhuth
75. Tim-Fabian Hoffmann
76. Anna Holmes
77. Bettina Hoppe (sie/ihr)
78. Mavie Hörbiger
79. Heinrich Horwitz (sie, er, they, keins)
80. Jan Hutter
81. Florian Jahr
82. Daniel Jeroma
83. Eva Maria Jost
84. Tom Keune
85. Michaela Kis
86. Desiree Klaeukens
87. Maj-Britt Klenke
88. Benjamin Kornfeld
89. Jeremias Koschorz
90. Lucia Kotikova
91. Max Krause
92. João Kreth d’Orey  (they, kein Pronomen)
93. Maren Kroymann
94. Manuel Krstanovic
95. Josia Krug
96. Jan Henning Kraus
97. Manja Kuhl
98. Dietrich Kuhlbrodt
99. Stefan Kurt
100. Sarah Laminger
101. Nicola Rabea Langrzik (sie/ihr)
102. Anna Gesa-Raija Lappe
103. Philipp Leinenbach
104. Leroy Leone
105. Ariel Nil Levy
106. Thure Lindhardt
107. Richard Lingscheidt
108. Constantin Lücke
109. Matthias Luckey
110. Markus Manig
111. Zeljko Marovic
112. Ulrich Matthes
113. Julian Mau
114. Sylvia Mayer
115. Eva Meckbach (sie/ihr)
116. Markus Meyer
117. Bernd Moss
118. Hannah Müller
119. Stephen Multari
120. Maximilian Mundt
121. Kumar Muniandy
122. Klaus Nierhoff
123. Petra Niermeier
124. Valerie Oberhof
125. Adel Onodi
126. Nadine Quittner
127. Ingo Raabe
128. Anton Rattinger
129. Damian Rebgetz
130. Sophie Reichert
131. Martin Reik
132. Emma Rönnebeck
133. Marie Rönnebeck
134. Ulrike Röseberg
135. Janet Rothe
136. Nils Rovira-Muñoz
137. Tucké Royale (er/ihm)
138. Robert Rožić
139. Udo Samel
140. Pierre Sanoussi-Bliss
141. Brix Schaumburg
142. Milena Arne Schedle
143. Victor Schefé
144. Til Schindler
145. Elena Schmidt (kein Pronomen)
146. Jochen Schropp
147. Jannik Schümann
148. Bärbel Schwarz
149. Jaecki Schwarz
150. Joshua Seelenbinder
151. Rebecca Seidel
152. Rainer Sellien
153. Christian Senger
154. Meik van Severen
155. Samuel Simon
156. Maik Solbach
157. Mehmet Sözer
158. Lore Stefanek
159. Florian Steffens
160. Karoline Stegemann
161. Lars Steinhöfel
162. Alina Stiegler
163. Thiemo Strutzenberger
164. Pascal Thomas
165. Jördis Trauer
166. Bastian Trost (er/ihm)
167. Georg Uecker
168. Felix Utting
169. Gerd Wameling
170. Mark Waschke
171. Kathrin Wehlisch
172. Alexander Weise
173. Jill Weller (sie/ihr)
174. Tommy Wiesner
175. Lea Willkowsky
176. Gustav Peter Wöhler
177. Nadine Wrietz
178. Meo Wulf
179. Carmen Yasemin Zehentmeier
180. Benedikt Zeitner
181. Helmut Zhuber
182. Paul Zichner
183. Daniel Zillmann (er/ihm)
184. Marcus Jürgen Zollfrank
185. Anian Zollner

Beim Coming-out am 5. Februar 2021 hatte die Mitinitiatorin Karin Hanczewski im Interview angekündigt, dass einige weitere schauspielerisch Tätige sich zum aktuellen Zeitpunkt nicht dem Manifest anschließen wollten, es aber zu einem späteren Zeitpunkt nicht ausschließen würden. In der Folge werden auf der Manifest-Website „185+ Unterzeichner*innen“ gelistet, inklusive einiger Angaben zu persönlichen Pronomen. Bis Mai 2025 haben über 400 schauspielerisch Tätige unterschrieben.

## Rezeption
Die Deutsche Filmakademie (DFA) erklärte am Tag der Veröffentlichung ihre offizielle Unterstützung: „Wir möchten allen Beteiligten von #actout zu diesem Schritt gratulieren und betonen, dass wir an ihrer Seite stehen. Dieser solidarische Schritt ist enorm wichtig. Wir unterstützen die Forderung von #actout, andere sexuelle und Geschlechtsidentitäten sichtbar zu machen.“
Auch die Filmgesellschaft UFA erklärte am 5. Februar ihre Solidarität und zitierte ihren CEO Nico Hofmann: „Das SZ Magazin und die Initiative #actout machen stolz. Ein kraftvoller Appell für Toleranz, Offenheit und für alle Beteiligten – ein Beleg der eigenen Souveränität!“ Im November 2020 hatte die UFA eine Selbstverpflichtung zu „mehr Diversität in deutschen Filmen und Serien“ abgegeben; sie strebe an, „die Gruppen Gender, People of Color, LGBTIQ+ und Menschen mit Beeinträchtigungen so abzubilden, wie es ihrem Anteil an der Bevölkerung entspricht.“
Das Filmfestival Max Ophüls äußerte „größten Respekt, Solidarität und die vollste Unterstützung für #ActOut!“ Der Twitter-Account der Berlinale verlinkte das Manifest und erklärte auf Englisch: “We fully support their more diverse & inclusive vision of cinema” (Wir unterstützen vollends ihre diversere und inklusivere Vision von Kino).
Antoine Monot, Jr., Vorstandsmitglied des Bundesverbandes Schauspiel (BFFS), erklärte gegenüber dpa: „Wir unterstützen das und solidarisieren uns mit den 185, die sich geoutet haben […] Ich finde es ganz wichtig, dass man 2021 frei leben kann. […] Dieser Schritt zeigt vielen anderen, was möglich ist“.
Der Aktivist und Filmemacher Rosa von Praunheim hatte den SZ-Artikel sofort erfreut bei Facebook verlinkt, zusammen mit einer Regenbogenfahne (). Die ARD-Talkerin Anne Will hatte das Manifest umgehend auf Twitter kommentiert: „Das ist stark“. Jenny Luca Renner, LGBT-Vertreterin im ZDF-Fernsehrat, hatte die Aktion gegenüber dpa begrüßt: „Die Kraft und den Schutz der Masse genutzt. Großartig“. Renner wies darauf hin, dass selbst Künstleragenturen queeren Personen von einem öffentlichen Coming-out abraten würden – aus Angst, keine Hetero-Rollen mehr angeboten zu bekommen.
In mehreren Ländern berichteten Medien über die Initiative, die zwischenzeitlich auf 16 Sprachen veröffentlicht wurde. Die US-amerikanische Transgender-Schauspielerin Jamie Clayton bezeichnete die Aktion als „episch“. Der Hollywood Reporter, US-Fachzeitschrift der Filmindustrie, brachte einen eigenen Artikel zu #ActOut.
Das Kölner LGBT-Onlinemagazin Queer.de dokumentierte ein Statement der 2019 gegründeten Berliner Initiative Queer Media Society (QMS) zum gemeinsamen Coming-out der 185 Schauspielstars: „Allein schon der Vorgang, jemandem im Branchenkontext zu raten, sich nicht zu outen, ist diskriminierend. Egal, wie ‚gut gemeint‘ das sein mag.“ QMS habe die Vorbereitungen des Manifests begleitet, ebenso die Januarausgabe von Maren Kroymanns Comedysendung Kroymann, bei der fast der gesamte Cast „mit queeren Schauspielenden besetzt“ war. Auch sprach das Magazin von einem „demonstrativen Schulterschluss der Deutschen Filmakademie (DFA), der Deutschen Akademie für Fernsehen (DAfF) und dem Bundesverband Schauspiel“ mit den Unterzeichnenden.
Der Lesben- und Schwulenverband in Deutschland (LSVD) erklärte: „Wir finden die Initiative wichtig und toll. […] Zudem sorgt die Verbindung des Coming-outs mit einem politischen Statement für eine notwendige Diskussion in der ganzen Branche.“ Der LSVD hatte bereits 2019 öffentlich das Fernsehen in Deutschland kritisiert: „Die Lebensrealität von Lesben, Schwulen und Trans kommt so gut wie gar nicht vor“.
Sebastian Andrae, Geschäftsführender Vorstand vom Verband Deutscher Drehbuchautoren (VDD), merkte an: „Ich glaube, es ist eine dringend notwendige und hoffentlich auch wirkungsvolle Aktion. […] Es gibt gerade im öffentlich-rechtlichen Spektrum zu wenig Versuche, andere Lebenswirklichkeiten zu zeigen. Das zeigt sich nicht nur bei der sexuellen Orientierung, sondern durch die Bank. Da sind alle aufgerufen, vor allem auch die Fernsehentscheider, das Leben in seiner Buntheit abzubilden.“
Das Nachrichtenportal watson.de fragte bei den deutschen Fernsehsendern ARD, ZDF, RTL, VOX und Pro7/Sat1/Kabel1 nach und fasste am 12. Februar die Antworten zusammen: „Die meisten deutschen Sender scheinen bereits mehr oder weniger zufrieden mit der Repräsentation von LGBTIQ im eigenen Programm zu sein. Gegenüber watson wurden zumindest hauptsächlich bereits existierende diverse Formate bzw. die allgemeine Ausrichtung in den Vordergrund gerückt“. Nur VOX habe anklingen lassen, „dass es auch in Zukunft noch einiges zu tun gibt.“ Der Privatsender fand die #ActOut-Initiative „großartig und wichtig“; RTL fand sie „großartig“ und habe sie über Social-Media-Kanäle geteilt. Der Programmleiter Fernsehfilm, Kino und Serie beim WDR Fernsehen, Alexander Bickel, erklärte bei Deutschlandfunk Kultur, die Initiative #ActOut helfe beim Abgleich von Selbst- und Fremdwahrnehmung: „Der Druck, den wir haben – und das, finde ich, ist ein positiver Druck – ist vor allen Dingen, uns zu überlegen, wie wir ein Programm für die Mediathek so machen, dass wir ein Publikum gewinnen oder zurückgewinnen, was wir verloren haben“.
Der taz-Redakteur Jan Feddersen erinnerte in einem Gastkommentar an sein Coming-out zusammen mit 682 Schwulen auf einem Cover des Stern-Magazins im Jahr 1978 und erklärte: „Der Aktion #ActOut ist nur Beifall zu spenden, laut, am besten lasse man auf alle, die bei dieser Aktion, über 42 Jahre nach unserem Stern-Coming-out, mitmachten, die Schauspieler*innen, Rosen in Hülle und Fülle regnen. Denn ihre Performance zeigt: Deutschland besonders ist ein reaktionäres Landes[sic!], faktisch im kulturellen Gewebe noch durch und durch heteronormativ“ (siehe auch Lesben- und Schwulenbewegung in der BRD).
Der Wirtschaftswissenschaftler Marcel Fratzscher wies in Zusammenhang mit #ActOut auf eine aktuelle Studie seines Deutschen Instituts für Wirtschaftsforschung hin, nach der sich „LGBTQI*-Menschen in Deutschland“ doppelt so oft einsam fühlten wie die restliche Bevölkerung, dreimal häufiger von Depressionen und Burnout-Syndromen betroffen seien und deutlich erhöhte Vorkommen von Herzkrankheiten, Asthma und chronischen Rückenschmerzen hätten; 40 % der Trans-Personen würden unter Angststörungen leiden. Die Forschung zum Wohlbefinden von LGBT-Personen stecke aber noch in den Anfängen. Auch für die Politik bestehe dringender Handlungsbedarf, um Diskriminierung und Ausgrenzung zu verhindern.
Im Juli 2021 erhielt die Initiative #ActOut gemeinsam mit der Queer Media Society den Deutschen Schauspielpreis – Ehrenpreis „Inspiration“ (verliehen am 3. September):

„185 Kolleg*innen haben zusammen mit Journalist*innen der Süddeutschen Zeitung das Manifest, die Kampagne und das Netzwerk #ActOut ins Leben gerufen und klug, beherzt und mutig die Gunst der aktuelle Zeit genutzt, um den maximalen Fokus auf die Tatsache zu lenken, dass es viele Arten zu sein, zu leben und zu lieben gibt.“

 Kritik
Sandra Kegel, Ressortleiterin des Feuilletons der Frankfurter Allgemeinen Zeitung, zog in ihrem Kommentar am Tag der Veröffentlichung die Legitimation der „vierzehnseitigen Klage“ grundsätzlich in Zweifel: „Natürlich lassen sich Gegenbeispiele von Hollywood bis ‚Soko‘ finden, und dass Unterzeichner […] an Unterbeschäftigung litten aufgrund verschlossener Türen, hat ihre Dauerpräsenz nicht vermuten lassen. Womöglich sind ja die Türen, die sie ‚aufmachen wollen‘, bereits sperrangelweit offen.“ Kegel verglich das Coming-out mit der Aktion „Wir haben abgetrieben“, bei der sich 374 Frauen 1971 öffentlich zu ihrem Schwangerschaftsabbruch bekannt hatten, und merkte an: „Bei einer Rolle übergangen zu werden mag ärgerlich sein und sicherlich auch kränkend, aber lebensgefährlich ist das nicht.“
Dieter Hallervorden, Schauspieler und Theaterleiter, kommentierte das Manifest nach dem Erscheinen auf Facebook: „Wo ist da der Sturm? […] niemand sollte mit seiner Besonderheit meinen, es besonders in den publizitären Vordergrund zu rücken. Es gilt einfach: Jedem das Seine!“
Edo Reents, Redakteur der Frankfurter Allgemeinen Zeitung, schrieb am 16. Februar unter dem Titel Wie man auf dem roten Teppich bleibt von einer „Umerziehung des Massengeschmacks […] Das Gutgemeinte frisst die Ästhetik“.

## Auszeichnungen
- 2021: Kompassnadel des Queeren Netzwerks NRW[34]
- 2021: Deutscher Schauspielpreis – Ehrenpreis „Inspiration“[27][28][29] (gemeinsam mit der Berliner Initiative Queer Media Society)